# 小若江
小若江（こわかえ）は、大阪府東大阪市の町名。現行行政地名は小若江一丁目から小若江四丁目。

## 地理
小若江一 - 四丁目が存在し、近畿大学は地域の東の三丁目にあたる。学生街に多く見受けられる学生向けの低価格の飲食店や24時間営業のスーパーマーケット、コンビニエンスストアなどが多く、生活の利便性は高い。また、平地が多く、坂といえるような高低差はわずかに村の西端にある旧大和川（現在の長瀬川）の堤防跡の緩やかな坂のみであり、自転車などでの移動が容易である。ただし道は狭いため自動車での移動はしづらい。
西に外れた、菱屋西一丁目に近鉄長瀬駅があり、最寄り駅となっている。また、地域東には旧大阪中央環状線が通っている。

## 歴史
（日本 > 畿内 > 河内国 > 若江郡 > 小若江村）
小若江村は、市町村制が施行される、明治22年（1889年）4月1日まで若江郡に存在した。
明治22年（1889年）4月1日に近江堂村、友井村と合併し、弥刀村の一部となった。
大正14年（1925年）に財団法人日本大学によって日本大学専門学校がこの地に設置され、それが現在の近畿大学へと発展した。この日本大学専門学校の誘致に取り組んだのが、小若江村の庄屋の家柄であった。中河内郡には「怖い小若江、恐ろし近江堂」という言葉が現在も伝わっており、他村から農事に励む両村の農民を指してそのように表現されるほど小若江村の農民は農事に励んだといわれている。現在は近畿大学の学生の町となり、それらの農家の多くが学生向けのワンルームマンションなどのオーナーに転進している。
また、大阪電気軌道（現在の近畿日本鉄道）が上記の武村亀二郎の誘致により早くからひかれたことから、この地域は戦前（大正年間）から住宅地として開け、太平洋戦争による空襲の被害を免れたこともあって、現在でも築年数が70年を越える住宅が多く見られる。
そういった経緯から、狭い道路が入り組むなど地域内の状況は雑然としており、現在の耐震基準や防火基準に見合わない老朽化した家屋も多く、防火・防災上の観点からも再開発の必要性が叫ばれているものの、借地権や借家権などの問題から再開発は遅れている。

## 世帯数と人口
2020年（令和2年）3月31日現在（東大阪市発表）の世帯数と人口は以下の通りである。
| 丁目         | 世帯数    | 人口    |
| ------------ | --------- | ------- |
| 小若江一丁目 | 968世帯   | 1,666人 |
| 小若江二丁目 | 836世帯   | 1,524人 |
| 小若江三丁目 | 676世帯   | 1,323人 |
| 小若江四丁目 | 300世帯   | 542人   |
| 計           | 2,780世帯 | 5,055人 |

### 人口の変遷
国勢調査による人口の推移。
| 1995年（平成7年）  | 7,951人 | [ 5 ] |  |
| 2000年（平成12年） | 7,521人 | [ 6 ] |  |
| 2005年（平成17年） | 7,024人 | [ 7 ] |  |
| 2010年（平成22年） | 6,673人 | [ 8 ] |  |
| 2015年（平成27年） | 6,311人 | [ 9 ] |  |

### 世帯数の変遷
国勢調査による世帯数の推移。
| 1995年（平成7年）  | 3,709世帯 | [ 5 ] |  |
| 2000年（平成12年） | 3,839世帯 | [ 6 ] |  |
| 2005年（平成17年） | 3,765世帯 | [ 7 ] |  |
| 2010年（平成22年） | 3,719世帯 | [ 8 ] |  |
| 2015年（平成27年） | 3,707世帯 | [ 9 ] |  |

## 学区
市立小・中学校に通う場合、学区は以下の通りとなる（2019年4月時点）。なお、一丁目〜三丁目の各一部は調整区域である。
| 丁目         | 番・番地等                                                                                               | 小学校                                      | 中学校                                      |
| ------------ | --- | ------------------------------------------- | ------------------------------------------- |
| 小若江一丁目 | 2番 4番1～5号・21～25号 5番1～6号・24～26号 6番 9番1～6号・8号 9番10～17号・47～48号 9番7号・9号（一部） | 東大阪市立弥刀小学校 東大阪市立上小阪小学校 | 東大阪市立弥刀中学校 東大阪市立上小阪中学校 |
| 小若江一丁目 | その他                                                                                                   | 東大阪市立弥刀小学校                        | 東大阪市立弥刀中学校                        |
| 小若江二丁目 | 1～2番                                                                                                   | 東大阪市立弥刀小学校 東大阪市立上小阪小学校 | 東大阪市立弥刀中学校 東大阪市立上小阪中学校 |
| 小若江二丁目 | その他                                                                                                   | 東大阪市立弥刀小学校                        | 東大阪市立弥刀中学校                        |
| 小若江三丁目 | 7～10番                                                                                                  | 東大阪市立弥刀小学校 東大阪市立上小阪小学校 | 東大阪市立弥刀中学校 東大阪市立上小阪中学校 |
| 小若江三丁目 | 1～6番 11～24番                                                                                          | 東大阪市立上小阪小学校                      | 東大阪市立上小阪中学校                      |
| 小若江四丁目 | 全域 | 東大阪市立上小阪小学校                      | 東大阪市立上小阪中学校                      |

## 事業所
2016年（平成28年）現在の経済センサス調査による事業所数と従業員数は以下の通りである。
| 丁目         | 事業所数  | 従業員数 |
| ------------ | --------- | -------- |
| 小若江一丁目 | 58事業所  | 204人    |
| 小若江二丁目 | 94事業所  | 382人    |
| 小若江三丁目 | 98事業所  | 3,608人  |
| 小若江四丁目 | 33事業所  | 184人    |
| 計           | 283事業所 | 4,378人  |

## その他

### 日本郵便
- 郵便番号 : 577-0818[3]（集配局：布施郵便局[12]）。

## 参考
- 武村土地の歴史